# Max-Hermann Hörder

Max-Hermann Hörder 1969

Max-Hermann Alexander Hörder (* 1. September 1925 in Leisnig; † 13. Februar 1996 in Bergün, Graubünden, Schweiz) war ein deutscher Arzt. Seine Arbeits- und Forschungsschwerpunkte lagen auf den Gebieten der Hämatologie und der Tropenmedizin. Von 1960 bis 1961 war er ein Jahr lang Leibarzt und medizinischer Berater von König Saud ibn Abd al-Aziz in Riad.

## Leben

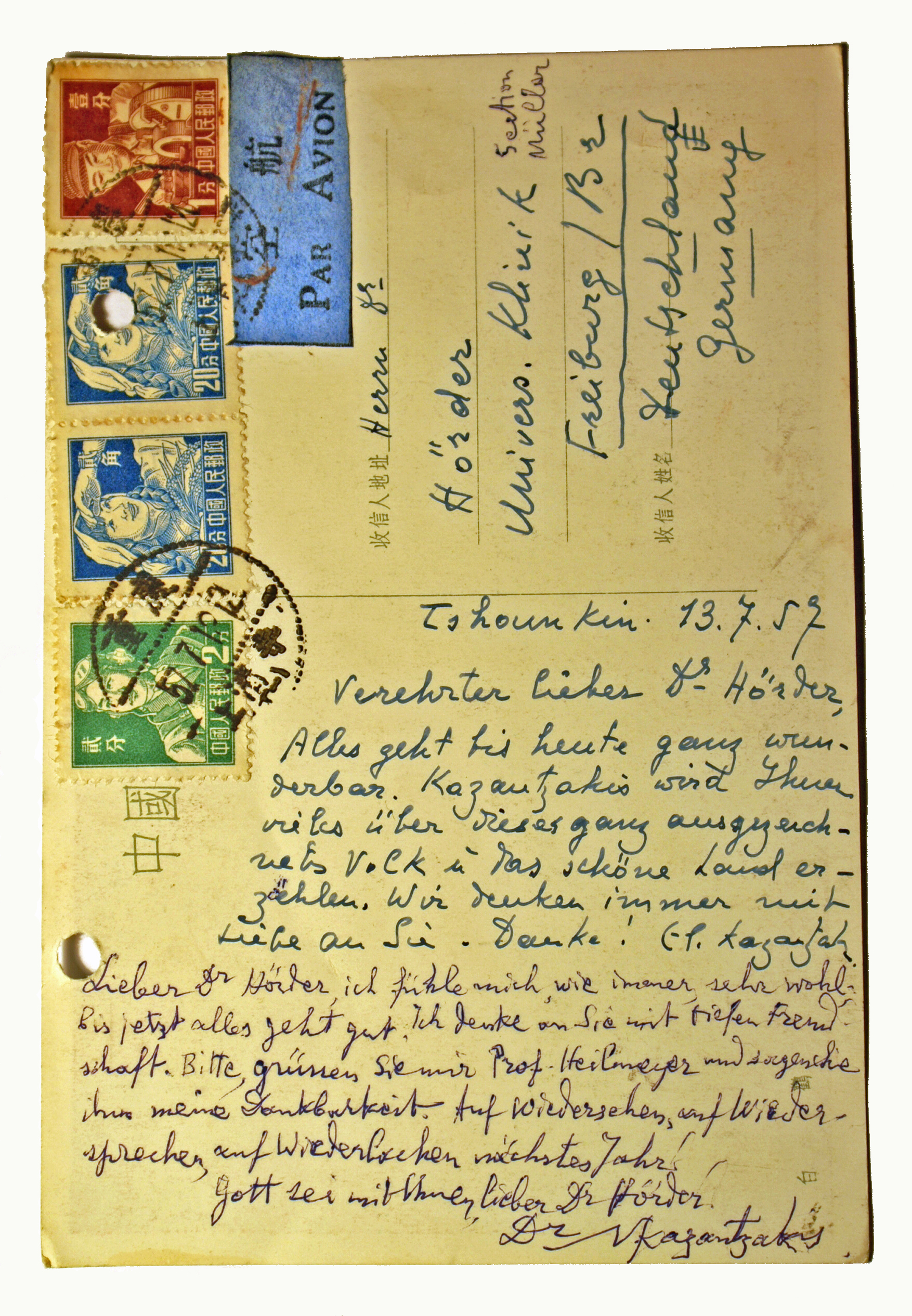
Postkarte von Nikos Kazantzakis an seinen Arzt Max-Hermann Hörder, abgesandt am 13. Juli 1957 in Chongqing.

Max-Hermann Hörder war das einzige Kind des Facharztes für Chirurgie und Frauenheilkunde, Max Otto Alexander Hörder, und dessen Ehefrau Elisabeth geb. Rolef. 1928 siedelte die Familie von Leisnig in das nahegelegene Rochlitz über, wo der Vater die Chefarztstelle am städtischen Krankenhaus übernahm. In Rochlitz besuchte Max-Hermann Hörder die örtliche Grundschule und anschließend die Staatliche Oberschule.
Nach einem Notabitur wurde er 1944 als einfacher Soldat zu den Landstreitkräften der deutschen Wehrmacht eingezogen und zunächst in der Nähe von Stuttgart militärisch ausgebildet. Am 12. September 1944 flog die britische Royal Air Force einen schweren Luftangriff auf den Stuttgarter Talkessel, der einen verheerenden Feuersturm auslöste. Gemeinsam mit anderen Rekruten umliegender Kasernen wurde Hörder anschließend zu Rettungs-, Bergungs- und Aufräumarbeiten eingesetzt. Einige Wochen später kam er in den Niederlanden in den Kampfeinsatz. Nach einem erfolgreichen Spähauftrag in Zivilkleidung, getarnt als fahrradfahrender Mechaniker hinter den feindlichen Linien, erhielt er als Auszeichnung das Eiserne Kreuz zweiter Klasse. Beim späteren Rückzug aus Holland wurde er von einem Heckenschützen angeschossen und schwer verwundet. 
Nach der Entlassung aus kurzer amerikanischer Kriegsgefangenschaft holte Hörder 1946 in Rochlitz das Abitur nach, da das 1944 abgelegte Notabitur von vielen Hochschulen nicht anerkannt wurde. In der sowjetischen Besatzungszone ohne Aussicht auf einen Studienplatz, schrieb er sich im Herbst 1946 zum Medizinstudium an der Georg-August-Universität Göttingen ein, welches er 1952 mit Staatsexamen und Promotion abschließen konnte.
Am 12. Juli 1952 heiratete er in Hannoversch Münden Thea-Dolores Wilde. Der Ehe entstammen vier Töchter. 1953 erhielt Hörder ein Forschungsstipendium der schweizerischen Firma Hoffmann-La Roche und konnte an der Inneren Abteilung des Universitätsklinikums Freiburg unter Ludwig Heilmeyer arbeiten. Dort widmete er sich neben einer internistischen Tätigkeit intensiv der hämatologischen Forschung. 1959 wurde Hörder mit einer Arbeit über den fünften Blutgerinnungsfaktor habilitiert.
Durch seine Tätigkeit auf der Privatstation Ludwig Heilmeyers, die weltweit einen hervorragenden Ruf hatte, war er für die ärztliche Betreuung vieler Persönlichkeiten aus Politik und Kultur zuständig, darunter Kurt Birrenbach, Arnold Bergstraesser, Erna Döblin und Nikos Kazantzakis, zu denen sich sehr freundschaftliche Verhältnisse ergaben. Ende 1960 reiste Max-Hermann Hörder im Auftrag Ludwig Heilmeyers für ein Jahr nach Saudi-Arabien, um dort in Riad als Leibarzt und medizinischer Berater von König Saud ibn Abd al-Aziz tätig zu sein, nachdem er den König zuvor schon in Freiburg ärztlich behandelt hatte.
Nach seiner Rückkehr nach Deutschland setzte Hörder die Forschungsarbeit auf den Gebieten der Blutgerinnungsfaktoren und der Tropenmedizin am Universitätsklinikum Freiburg fort. 1964 war er Gründungsmitglied der Deutschen Gesellschaft für Hämatologie und wechselte als Oberarzt, später Direktoriumsoberarzt, an die Medizinische Akademie Lübeck. Dort erfolgte im Dezember 1965 seine Berufung zum außerplanmäßigen Professor. Von 1966 bis 1972 war er als außerplanmäßiger Professor an der Justus-Liebig-Universität Gießen tätig. Zugleich übernahm er von 1968 bis 1970 die Leitung der Medizinischen Abteilung der Dr. Karl Thomae GmbH in Biberach sowie den Aufbau des Arbeitsgebiets Klinische Pharmakologie im Firmenverbund des Pharmaunternehmens Boehringer Ingelheim.
Nach einer kurzen Zwischenstation als Konsiliarius am Kantonsspital Graubünden folgte 1972 ein Wechsel nach Ulm. Hörder wurde Chefarzt des örtlichen Bethesda-Krankenhauses und außerplanmäßiger Professor an der Universität Ulm. Dort konnte er 1979 einen seltenen Fall von in Europa erworbener viszeraler Leishmaniose ("Kala-Azar") dokumentieren. Nach seiner Pensionierung 1993 beteiligte er sich unter anderem in Äthiopien und auf den Philippinen an Hilfseinsätzen der Organisation Ärzte für die Dritte Welt. Max-Hermann Hörder starb während eines Aufenthalts im Hochgebirge des Kantons Graubünden an einer Lungenembolie.
Max-Hermann Hörder war ein Neffe des Schriftstellers und Arztes Carl Hörder sowie Cousin des Unternehmers Otto Hinrich Schmill.

## Veröffentlichungen und Entdeckungen
- 1955: Erste Beschreibung eines Blutgerinnungsfaktor-V-Mangels und eines Blutgerinnungsfaktor-V-Inhibitors (FVI)[12][13]
- 1957: Entdeckung und Erstbeschreibung des X. Blutgerinnungsfaktors;[14] parallel und unabhängig von einer englischen (C. Hougie et al.) und einer schweizerischen (Bachmann et al.) Forschungsgruppe[15]
- 1963 und 1964: Zwei medizinsoziologische Studien[16][17] gemeinsam mit Theodor Hanf über Saudi-Arabien und den Nahen Osten, welche auf persönliche Anregung Arnold Bergstraessers entstanden

Insgesamt über 60 Artikel in namhaften, wissenschaftlichen Zeitschriften.

## Ehrungen
- 1980: Rudolf-Jürgens-Gedenk-Medaille für hervorragende Verdienste um die Blutgerinnungsforschung, überreicht von den Vorsitzenden des 23. Internationalen Hamburger Symposions über Blutgerinnung